# Lijst van rijksmonumenten in Garijp
De plaats Garijp (Garyp) telt 16 inschrijvingen in het rijksmonumentenregister. Hieronder een overzicht. 
| Object | Oorspronkelijke functie? | Bouwjaar      | Architect | Locatie               | Coördinaten?                  | Nr.?   | Afbeelding                                                                      |
| --- | ------------------------ | ------------- | --------- | --------------------- | ----------------------------- | ------ | ------------------------------------------------------------------------------- |
| Eenvoudig pand met twaalf- en vierruitsvensters onder laag zadeldak met schoorstenen tussen topgevels                                            | Woonhuis                 | mog. 18e eeuw |           | De Tuije 4            | 53° 9' 53" NB, 5° 58' 8" OL   | 35644  | Meer afbeeldingen                                                               |
| Petruskerk | Kerk en kerkonderdeel    | 1838          |           | Tsjerkepaed 18        | 53° 10' 1" NB, 5° 57' 58" OL  | 35650  | Meer afbeeldingen                                                               |
| Kop-rompboerderij met topgevel met diagonaal gemetselde lijsten met houten boeiborden en schoorsteen met pyramidevormig bord                     | Boerderij                | 1833          |           | Easterein 3           | 53° 10' 25" NB, 5° 59' 24" OL | 35651  | Meer afbeeldingen                                                               |
| Kop-rompboerderij met zesruitsvensters en topgevel met diagonaal gemetselde lijsten met houten boeiborden en schoorsteen met pyramidevormig bord | Boerderij                | 1880          |           | Easterein 25          | 53° 10' 16" NB, 5° 58' 42" OL | 35652  | Meer afbeeldingen                                                               |
| Binnenrust | Boerderij                | ca. 1870      |           | Easterein 29          | 53° 10' 14" NB, 5° 58' 38" OL | 35653  | Meer afbeeldingen                                                               |
| Dwarshuisboerderij waarvan het dwarshuis via een hals is verbonden met de schuur                                                                 | Boerderij                | 1866          |           | Sigerswâld 15         | 53° 9' 6" NB, 5° 58' 28" OL   | 512534 | Meer afbeeldingen                                                               |
| Dwarshuisboerderij, stookhok | Boerderij                | 1866          |           | bij Sigerswâld 15     | 53° 9' 6" NB, 5° 58' 28" OL   | 512535 | Upload foto                                                                     |
| Dwarshuisboerderij, koetshuis | Opslag                   | 1866          |           | bij Sigerswâld 15     | 53° 9' 6" NB, 5° 58' 28" OL   | 512536 | Upload foto                                                                     |
| Dwarshuisboerderij, bijschuur | Boerderij                | 1866          |           | bij Sigerswâld 15     | 53° 9' 6" NB, 5° 58' 28" OL   | 512537 | Upload foto                                                                     |
| Dwarshuisboerderij, zonnewijzer | Tuin, park en plantsoen  | verm. 1866    |           | bij Sigerswâld 15     | 53° 9' 6" NB, 5° 58' 29" OL   | 512538 | Upload foto                                                                     |
| Kop-rompboerderij in roodbruine baksteen | Boerderij                | 1885          |           | Greate Buorren 42     | 53° 10' 1" NB, 5° 58' 8" OL   | 512557 | Meer afbeeldingen                                                               |
| Kop-rompboerderij, stookhok | Boerderij                | late 19e eeuw |           | bij Greate Buorren 42 | 53° 10' 1" NB, 5° 58' 8" OL   | 512558 | Meer afbeeldingen                                                               |
| Kop-rompboerderij in ambachtelijk-traditionele bouwtrant in roodbruine baksteen                                                                  | Boerderij                | 1873          |           | Westerein 23          | 53° 9' 52" NB, 5° 57' 20" OL  | 512560 | Kop-rompboerderij in ambachtelijk-traditionele bouwtrant in roodbruine baksteen |
| Kop-rompboerderij, bijschuur | Boerderij                | ca. 1912      |           | bij Westerein 23      | 53° 9' 52" NB, 5° 57' 20" OL  | 512561 | Upload foto                                                                     |
| Kop-rompboerderij, stookhok | Boerderij                | waarsch. 1873 |           | bij Westerein 23      | 53° 9' 52" NB, 5° 57' 20" OL  | 512562 | Upload foto                                                                     |
| Café-slijterij "Unicum" | Horeca                   | 1904          |           | Greate Buorren 53     | 53° 9' 58" NB, 5° 58' 8" OL   | 512583 | Meer afbeeldingen                                                               |